# Courchelettes
Courchelettes [kuʁʃəlɛt] ist eine französische Gemeinde mit 2.868 Einwohnern (Stand: 1. Januar 2022) im Département Nord in der Region Hauts-de-France. Sie gehört zum Arrondissement Douai und zum Kanton Douai. Die Einwohner werden Courchelettois und Courchelettoises genannt.

## Geographie

Doppelschleuse am Canal de dérivation de la Scarpe (um 1900)

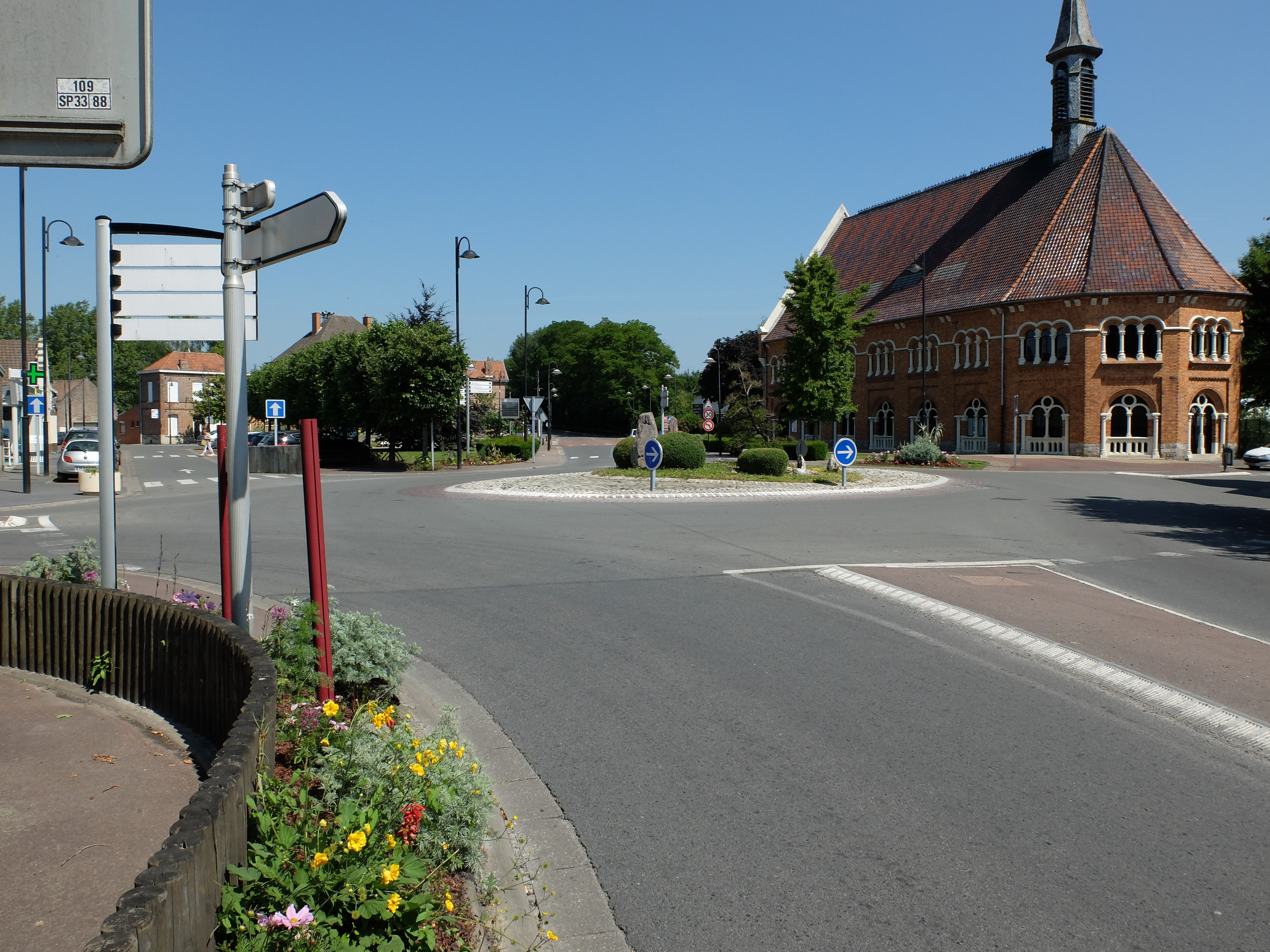
Ortszentrum mit Kirche

Courchelettes liegt am Großschifffahrtsweg Dünkirchen-Schelde am Zusammenfluss des Canal de la Sensée mit der kanalisierten Scarpe und an der Grenze zum Département Pas-de-Calais, vier Kilometer südwestlich der Innenstadt von Douai. Umgeben wird Courchelettes von den Nachbargemeinden Lambres-lez-Douai im Norden, Férin im Südosten sowie Corbehem im Südwesten.

## Bevölkerungsentwicklung
| Jahr                       | 1962 | 1968 | 1975 | 1982 | 1990 | 1999 | 2006 | 2011 | 2020 |
| Einwohner                  | 1847 | 2270 | 2572 | 2986 | 3018 | 2851 | 2798 | 2706 | 2912 |
| Quellen: Cassini und INSEE |      |      |      |      |      |      |      |      |      |

## Sehenswürdigkeiten
- Kirche Sainte-Jeanne-d’Arc (siehe auch: Liste der Monuments historiques in Courchelettes)